# Lucien Rebatet
Lucien Rebatet, född den 15 november 1903 i Moras-en-Valloire, död den 24 augusti 1972 i Moras-en-Valloire, var en fransk författare, journalist och kritiker. Han publicerade bland annat verken Les Décombres och Les Deux Étendards. I tidningen Je suis partout gav han uttryck för utpräglad fascism och antisemitism.
Lucien Rebatet förekommer i Jonathan Littells historiska roman De välvilliga.